# Henry Marrian Perry
Henry Marrian Perry, britanski general, * 1884, † 1955.